# 不滅の宇宙戦艦ヤマト ニュー・ディスコ・アレンジ
『不滅の宇宙戦艦ヤマト ニュー・ディスコ・アレンジ』（ふめつのうちゅうせんかんヤマト ニュー・ディスコ・アレンジ）は、『宇宙戦艦ヤマト』と『さらば宇宙戦艦ヤマト 愛の戦士たち』の企画アルバム、および『宇宙戦艦ヤマト2』のサウンドトラック・アルバム。1978年12月25日にLPレコードとして、ポリドールより発売された。型番はMR-3162。副題は『YAMATO - I adore the eternity of LOVE』。
その後、一般に音源のデジタル化が進み、レコードが淘汰され、CDの時代となっても、版権の関係から本盤のデジタル版での発売は長らく実現しなかったが、2012年9月19日、『YAMATO SOUND ALMANAC』シリーズの1枚として、Blu-spec仕様のCD（COCX-37387）で「発売元・ユニバーサルミュージック」・「販売元・日本コロムビア」として復刻されるに至った。これが初CD化となる。

## 解説
本盤は、『宇宙戦艦ヤマトシリーズ』の特別企画アルバムとして、1978年末に当時のポリドール（現・ユニバーサルミュージック）から発売された。『宇宙戦艦ヤマト』から『宇宙戦艦ヤマト 完結編』まで、ヤマト・シリーズのレコードの大部分は日本コロムビアから発売されていた。『さらば宇宙戦艦ヤマト 愛の戦士たち』以降のシングル・レコードは各歌手の所属レーベルから発売されていたが、インストゥルメンタル・アルバムが他社から発売されたのは、当時では本盤のみである。
しかし、部外者が作ったアルバムではなく、帯には西崎義展の写真入りで「西崎義展プロデュース!」と書かれており、宮川泰が作曲・編曲・指揮を担当していることも明記されていた。さらに、先着10万名に『さらば宇宙戦艦ヤマト 愛の戦士たち』の「劇場用35mmオリジナル・フィルム 7コマしおり」が同封プレゼントされた。なお、本盤の音楽については、『宇宙戦艦ヤマト2』の1979年1月放送分より使用される旨予告記載があったが、実際、年明け放送分の第18話や第20話等で収録音楽がBGMとして採用されている。また、本盤の付属パンフレットには、日本コロムビアから発売されていたヤマトシリーズのサウンドトラック等と同様、西崎と宮川からのメッセージが掲載されていた。
収録内容は、『交響組曲 宇宙戦艦ヤマト』（1977年12月発売）と『さらば宇宙戦艦ヤマト 愛の戦士たち 音楽集』（1978年8月発売）に収録された楽曲、およびテレビ版第1作のオープニングテーマとエンディングテーマをディスコ風にアレンジしたものである。
演奏は、本盤向けに特別編成されたヤマト・ディスコティック・オーケストラによる。
当時は、映画『サタデー・ナイト・フィーバー』（1977年製作、日本では1978年公開）の大ヒットなどにより、世界中でディスコが流行していた。日本では同映画のタイトルから「フィーバー」という流行語が生まれ、また、日本の歌手がアメリカのディスコ曲をカヴァーしたり（「Y.M.C.A.」など）、既存の楽曲をディスコ風にアレンジしたり（「ディスコウルトラマン」など）ということが行われた。
宮川泰は『"古代" と "雪" になって踊ってみよう』と題したメッセージ（本盤の付属パンフレットに掲載）の中で、短音階が多い原曲をディスコ・アレンジするのは困難だったと語った。特に苦労したのは「真赤なスカーフ」「テレサのためいき」「好敵手」「デスラーのテーマ」で、「雪の最期」はあえてディスコ的にしなかったという。
なお、『宇宙戦艦ヤマト2199』において、「白色彗星」が宮川彬良によってリアレンジされ、第11話冒頭や第21話で使用された。本曲は『宇宙戦艦ヤマト2199 オリジナルサウンドトラック Part.2』に収録された。

## 収録曲
- 作曲・編曲・指揮：宮川泰
- 演奏：ヤマト・ディスコティック・オーケストラ

1. 宇宙戦艦ヤマト メイン・テーマ
2. 白色彗星
3. 真赤なスカーフ
4. イスカンダル
5. テレサのためいき
6. 想人（おもいびと）
7. アンドロメダ
8. 襲撃のテーマ
9. 好敵手
10. デスラーのテーマ
11. 雪の最期
12. 大いなる愛